# Pultenaea reticulata
Pultenaea reticulata är en ärtväxtart som först beskrevs av James Edward Smith, och fick sitt nu gällande namn av George Bentham. Pultenaea reticulata ingår i släktet Pultenaea och familjen ärtväxter. Inga underarter finns listade i Catalogue of Life.